# Rudolf Kolb
Rudolf Kolb (* 19. April 1900 in Andorf; † 24. Oktober 1988 in Leonding) war ein oberösterreichischer Politiker (SPÖ) sowie Volks- und Hauptschullehrer. Er war von 1949 bis 1965 Abgeordneter zum Oberösterreichischen Landtag und Landesrat in der Oberösterreichischen Landesregierung.

## Ausbildung und Beruf
Kolb besuchte zunächst die Volksschule in Andorf und wechselte danach an die Unterrealschule bzw. Artillerie-Kadettenschule in Traiskirchen. Er schloss seine Ausbildung dort mit der Reserveoffiziers-Reifeprüfung ab, sein Offiziersrang wurde ihm jedoch in der Folge aberkannt. Nach der Realschule und der Matura setzte er seine Ausbildung an der Lehrerbildungsanstalt in Linz fort und erwarb die Lehrbefähigungsbrüfung für Volks- und Hauptschulen. Im Anschluss war Kolb beruflich als Volks- und Hauptschullehrer tätig, wobei er in Schärding, Brunnenthal, Kleinmünchen, Enns, Kematen an der Krems und Leonding unterrichtete. Zudem war er einer der Herausgeber des ersten oberösterreichischen Schullesebuches. Ab 1945 war er Bezirksschulinspektor im Bezirk Braunau am Inn, in der Folge Landesschulinspektor und schließlich ab 1948 Bezirksschulinspektor von Steyr. 

## Politik und Funktionen
Kolb wirkte innerparteilich ab 1922 als Bezirksparteiobmann der Sozialdemokratischen Partei Steyr und gründete 1945 die „Erste freie Lehrergewerkschaft“. Er war Obmann des Sozialistischen Lehrervereins und wurde 1946 Mitglied des SPÖ-Landesparteivorstandes. Am 5. November 1949 wurde er als Abgeordneter zum Oberösterreichischen Landtag angelobt, dem er in Folge bis zum 26. Mai 1965 angehörte. Er wurde zudem am 18. Mai 1949 als Landesrat in die Oberösterreichische Landesregierung gewählt, wobei er die Ressorts Ernährung, Preisbildung und soziale Fürsorge führte. Per 17. November 1961 übernahm er als Landesrat die Verantwortung für die Agenden Fremdenverkehr, Naturschutz, Umsiedlung und Verkehrsrecht, für die er bis zu seinem Ausscheiden aus der Landesregierung am 25. Mai 1965 verantwortlich war. Nach der Vollendung seines 65. Lebensjahr zog er sich aus der Politik zurück. 

## Privates
Kolb wurde als ältestes von acht Kindern in Andorf geboren. Sein Vater stammte aus Weigelsdorf (Mähren) und war Bezirksgendameriewachtmeister in der Stadt Schärding. 